# 硫紅螺旋菌屬
硫紅螺旋菌屬为外硫紅螺旋菌科的一个属。该属的模式种为西伯利亚硫红螺旋菌（Thiorhodospira sibirica）。

## 下属物种
- 西伯利亚硫红螺旋菌 Thiorhodospira sibirica Bryantseva et al. 1999